# Sierpień 2003

## 3 sierpnia2003
- Jan Styrna został nowym ordynariuszem w Elblągu. Zastąpił dotychczasowego biskupa Andrzeja Śliwińskiego, zawieszonego w czynnościach biskupich za spowodowanie wypadku samochodowego pod wpływem alkoholu.

## 4 sierpnia2003
- Maria Wiśniowiecka zastąpiła zmarłego posła Samoobrony Józefa Stasiewskiego.

## 7 sierpnia2003
- Najwyższa Izba Kontroli poinformowała o wynikach kontroli w latach 2000–2002 prowadzonej na lotniskach. Zdaniem NIK, stan bezpieczeństwa jest nadal niewystarczający.

## 14 sierpnia2003
- Wielka awaria energetyczna w USA i Kanadzie. Sparaliżowane zostały m.in. miasta Nowy Jork, Detroit i  Toronto.

## 27 sierpnia2003
- Stanisław Łyżwiński, poseł Samoobrony, zgodził się na uchylenie immunitetu.